# Maestrale
Il maestrale o maestro (in francese mistral, dall'antico provenzale maestral) è il vento che spira da nord-ovest. Tale direzione è indicata simbolicamente nella cosiddetta rosa dei venti. Vi sono due possibili etimologie di questo nome, a seconda che consideri la prassi romana di collocare la rosa dei venti al centro del Mediterraneo, o invece quella medievale che la posiziona sull'isola di Zante, in Grecia. In entrambi i casi la direzione nord-occidentale origina dalla città più importante per chi ha dato il nome al vento: nel primo caso Roma, Magistra Mundi, oppure Venezia, la via maestra dal porto di origine. Più semplicemente esiste la possibilità che il vento sia così detto perché è "il principale di tutti i venti", "il maestro della navigazione di questo mare Mediterraneo".

## Descrizione

### Genesi
Questo vento si ha quando correnti di aria polare o artica irrompono nel Mar Mediterraneo occidentale dalle coste della Provenza. In queste circostanze, le masse d'aria provenienti da nord, scavalcando il Massiccio Centrale francese, si incanalano lungo la valle del Rodano, dove vengono molto accelerate dalla rapida discesa sui versanti sottovento. Nella maggior parte dei casi, questa accelerazione consente al vento maestrale di giungere ancora irruente fino alle coste di Corsica e Sardegna, interessate da questo vento con una certa frequenza, anche in zona anticiclonica. Grazie al maestrale e specie nel periodo estivo, le due isole patiscono inizialmente il calore dell'entroterra, specie nelle aree sud orientali e in particolar modo nei primi giorni di vento, fino a un generale decadimento delle temperature fra il terzo e quarto giorno. I periodi con venti di maestrale, infatti, hanno una durata molto variabile, da meno di 24 ore a fino 4-5 giorni di seguito. Questi lunghi periodi ventosi portano spesso i mari alla tempesta, con violente mareggiate sulle coste occidentali e settentrionali della Sardegna e tirreniche della Calabria e della Sicilia.

### Vento postfrontale
Il maestrale può soffiare dopo il passaggio di una bassa pressione, determinando un miglioramento generale delle condizioni del tempo con una contenuta diminuzione delle temperature, soprattutto nei valori minimi, e dei tassi di umidità. In questo caso si tratta del cosiddetto maestrale postfrontale.

### Discesa di aria artica marittima a aria polare fredda marittima
Se associato alla discesa di aria artica marittima o aria polare fredda marittima, il vento assume le caratteristiche di vento freddo e umido, determinando un peggioramento delle condizioni del tempo, con associata una progressiva e netta diminuzione delle temperature. In questo contesto, le regioni italiane maggiormente esposte al maltempo e al calo termico sono quelle del versante occidentale ove, nella stagione invernale, si possono avere nevicate associate fino a quote molto basse e, localmente, anche in pianura. La diminuzione sensibile della temperatura avviene nel momento in cui si verificano le precipitazioni, quasi sempre sotto forma di rovescio o temporale, con probabili graupel in caso di neve.

## Citazioni letterarie
Nella letteratura italiana questo vento viene menzionato dal poeta Giosuè Carducci nella sua poesia San Martino :
(vv. 1-4)